# James Senese
James Senese, pseudonimo di Gaetano Senese (Napoli, 6 gennaio 1945), è un musicista, sassofonista, compositore, cantante e attore italiano.
Tra i sassofonisti italiani più noti a livello mondiale, la sua musica spazia tra jazz, rock, soul e funky.
Nel 1990 all'Apollo Theater di New York, fu definito dagli statunitensi Brother in soul, appellativo riservato ai grandi artisti. Negli anni sessanta e settanta è stato uno dei padri fondatori del movimento musicale Neapolitan power, periodo in cui fondò diversi gruppi musicali quali The Showmen, Showmen 2 e Napoli Centrale di cui è ancora leader. Durante la sua lunga carriera ha collaborato con prestigiosi artisti tra i quali: Gil Evans, Bob Marley, Ornette Coleman, Art Ensemble of Chicago, Steve Thorton, Lester Bowie, Don Moye, Roberto De Simone, Pino Daniele, Tullio De Piscopo ed Enzo Avitabile.

## Biografia e carriera

### Gli esordi
Figlio di una ragazza napoletana (Anna Senese) e di uno statunitense afroamericano della Carolina del Nord (James Smith), soldato della 92nd Infantry Division, rischierato nel capoluogo partenopeo in seguito allo sbarco di Salerno, il quale dopo due anni abbandonò la famiglia per ritornarsene negli Stati Uniti. Senese cresce, seguito dal nonno Gaetano, nel quartiere napoletano di Miano, dove ha sempre abitato.

Il giovane James fin da piccolo assorbe le sonorità dei dischi che i militari americani avevano al seguito durante il secondo conflitto mondiale, in cui swing, boogie woogie e Glenn Miller la fanno da padrone, ma ascoltando un disco di John Coltrane resta affascinato dal suono del sax, che la madre gli regalerà all'età di dodici anni, iniziando giovanissimo la sua carriera di sassofonista.

### Le prime band e gli Showmen

Un giovane James Senese ai tempi dei 4 Conny

James Senese con gli Showmen

Nel 1961, insieme a Mario Musella e ad altri amici, a Terzigno fonda il complesso di Gigi e i suoi Aster. Nel 1963 James e Mario con Vito Russo formano la band de Vito Russo e i 4 Conny, in cui Russo è alla voce, al pianoforte e alle chitarre, Senese al sax, Mario Musella alla voce e al basso,  alla chitarra e Ino Galluccio alla batteria; questo complesso inciderà alcuni 45 giri per la King, l'etichetta di Aurelio Fierro.
Il sodalizio con Mario Musella prosegue nel 1965 quando, unendosi a Franco Del Prete, Luciano Maglioccola, Elio D'Anna e Giuseppe Botta iniziano l'avventura degli Showmen facendo delle cover di Otis Redding, James Brown e Marvin Gaye. Incidono un lp, The Showmen, e diversi singoli, portando al successo Un'ora sola ti vorrei, vincitrice al Cantagiro 1968. La band si scioglie quando Elio D'Anna fonda gli Osanna e Mario Musella decide di intraprendere la carriera da solista. Senese e Franco Del Prete si uniscono ad altri musicisti e nel 1972 formano una nuova band chiamata Showmen 2 che incide nello stesso anno l'lp omonimo.

### I Napoli Centrale e la carriera da solista
Insieme all'amico batterista Franco Del Prete, nel 1974 fonda i Napoli Centrale, un gruppo che si allontana dal genere rock progressivo, per comporre pezzi di jazz-rock dalla forte connotazione popolare su testi in dialetto. Il primo singolo Campagna registra un buon successo, seguito dall'omonimo primo lp della band composto da sei brani dello stesso genere del singolo. 

Negli anni, tra i musicisti che hanno fatto parte della band, occorre ricordare il tastierista statunitense Mark Harris, il bassista inglese Tony Walmsley, Savio Riccardi, Joe Amoruso, Ernesto Vitolo, Walter Martino, Agostino Marangolo e Pino Daniele che nel 1978, agli esordi della sua carriera, fu ingaggiato dalla band come bassista.

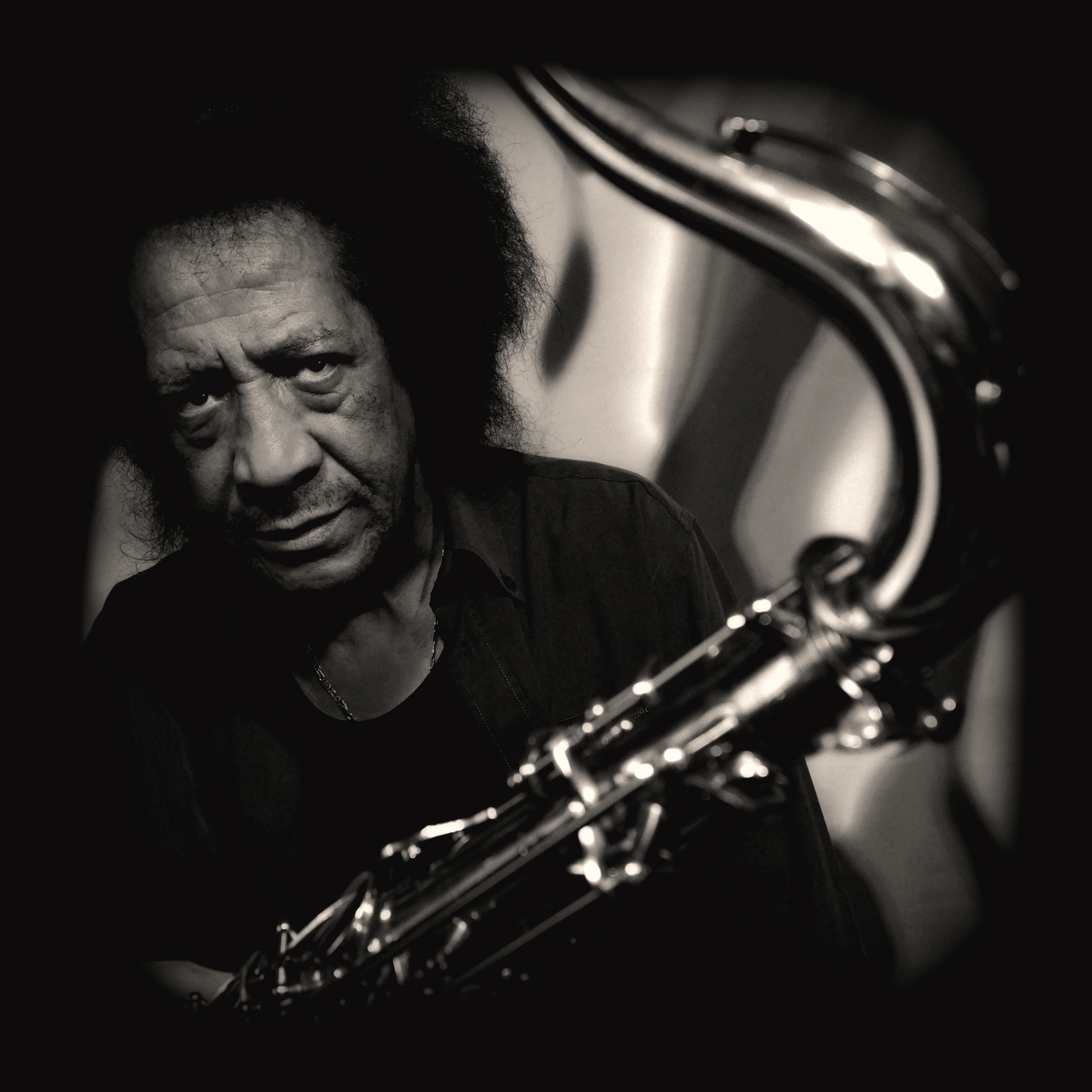
James Senese nel 2017, fotografato da Augusto De Luca

Ed è proprio con Pino Daniele che James Senese, insieme con Tullio De Piscopo, Rino Zurzolo, Joe Amoruso ed Ernesto Vitolo va a formare il supergruppo che segue il cantautore napoletano, collaborando nei dischi d'esordio; questi musicisti tornarono a suonare insieme per l'incisione dell'album di Daniele Ricomincio da 30, pubblicato nel maggio 2008.

I Napoli Centrale si scioglieranno nel 1983, anno che sancisce l'inizio della carriera da solista di Senese, per ricomparire sulla scena musicale nel 1992.

Appunto in quell'anno incide il suo primo lp James Senese. Tra i vari lavori da segnalare il disco Hey James del 1991, in cui Senese omaggia suo padre James Smith.
Album di successo, inoltre, Zitte! Sta arrivanne 'o mammone del 2001, che si avvalse di importanti collaborazioni, come Enzo Gragnaniello, Lucio Dalla e Raiz, nel 2011 gli viene assegnato il premio Armando Gill alla carriera, mentre bisogna attendere il 2012 per il nuovo album È fernuto 'o tiempo.

Parallelamente alla carriera da solista prosegue la sua attività con i Napoli Centrale, con cui incide diversi lp, incidendo i lavori del nuovo millennio con l'acronimo JNC.

Tra il 2015 e il 2016 con la band fa oltre 180 concerti in tutta Italia con qualche puntata all'estero, incidendo nel 2016 il nuovo album 'O' Sanghe con il ritrovato Franco Del Prete collaboratore ai testi. L'album vince la Targa Tenco come miglior album in dialetto.
Nel maggio del 2018, per i suoi 50 anni di carriera, esce il doppio live registrato al Teatro Tasso di Sorrento e nello stesso anno sperimenta una trasposizione dei suoi brani con il gruppo vocale dei Soul Six. Nell'estate del 2021 presenta nella cavea dell'Auditorium Parco della Musica di Roma, il suo ventunesimo album James is back.

### Cinema

James Senese e Lello Arena in una scena del film No grazie, il caffè mi rende nervoso

Nel 1982 appare per la prima volta sugli schermi cinematografici nel film No grazie, il caffè mi rende nervoso di Lodovico Gasparini, recitando con Lello Arena e Massimo Troisi nel ruolo di se stesso. Nel film canta la canzone Arò vaje e realizza la colonna sonora.

Successivamente è nel cast di Zora la vampira (2000) diretto dai Manetti Bros, mentre nel 2002 appare in un cameo nella pellicola Rosa Funzeca.

Nel 2010 è chiamato da John Turturro nel cast del film doc-musicale Passione, in cui racconta la sua infanzia ed interpreta il brano omonimo, partecipando anche al successivo adattamento teatrale del 2011.
Nello stesso anno prende parte ancora ad un film musicale, Radici di Carlo Luglio, in cui recita al fianco di Enzo Gragnaniello, Tony Cercola e Franco Del Prete.

Nel 2014 partecipa al cortometraggio di Egidio Carbone Lucifero ," Guado"", con la partecipazione di Enzo Gragnaniello, Eugenio Bennato e musica di James Senese.
Sotto la direzione di Vincenzo Salemme, nel ruolo di se stesso partecipa al film Una festa esagerata (2018).

Nel settembre del 2020 viene presentato alla Mostra Internazionale del Cinema di Venezia il documentario James di Andrea Della Monica, pellicola che vede anche la partecipazione di John Vignola e Franco Del Prete.

## Discografia

### Da solista

#### Album
- 1983 – James Senese (Polydor Records 2448 139)
- 1984 - Il passo del gigante (Tobacco Records TBLP 6501)
- 1988 – Alhambra (EMI 64 7905191)
- 1991 – Hey James (Blue Angel BAR 30991)
- 2000 – Sabato santo (Polosud PS 034)
- 2003 – Passpartù (It-why IT CD 51)
- 2003 – Tribù e passione (con Enzo Gragnaniello) (Edel AG 0149112)
- 2012 – È fernut' 'o tiempo (Arealive AL001002)

#### Raccolte
- 2005 – ...Je stò ccà (Suonidelsud none)

#### Singoli
- 1983 – Malafemmena/Marcus silos (Polydor Records 2060 272 B)
- 1987 – Tambòo (EMI  06 2019697)
- 1988 – Dolce malinconia/Hiwinnet (EMI 06 2029657)
- 1990 – Chi ha rubato la mia Rolls Royce/O' bbene è sempre bene (EMI 06 2039957)

#### Colonne sonore
- No grazie, il caffè mi rende nervoso,[28] regia di Lodovico Gasparini (1982)
- Série noire[28] - serie TV, regia di Pierre Grimblat (1984)
- La lingua,[28] regia di Marco Toniato (1986)
- Senza scrupoli,[28] regia di Tonino Valerii (1986)

### Con Vito Russo e i 4 Con

#### Singoli
- 1963 – Twist sulla luna/Nu'poco'e te (Daunia, CI 781)
- 1963 – La bottiglia/Ce l'hai o non ce l'hai (Daunia, CI 783)
- 1964 – Improvviso in do maggiore/La forza dell'amore (Cosmo, 8401)
- 1964 – Ischia mia/'nzieme a te (Cosmo, 8402)
- 1964 – Se vuoi tu/Sola sulla spiaggia (KappaO, E 20050)
- 1966 – Diciott'anne/L'ultima sera d'ammore (King Universal, AFK 56057)
- 1966 – Cos'hai/Mi piace tanto (King Universal, AFK 56063)

### Con gli Showmen

#### Album
- 1969 – The Showmen (RCA Italiana, PSL 10436)

#### Raccolte
- 2002 – The Showmen

#### Singoli
- 1968 – Credi credi in me/Basta che mi vuoi (RCA Italiana,	PM45 3418)
- 1968 – Un'ora sola ti vorrei/Ma perché ami il gatto? (RCA Italiana, PM 3428)
- 1968 – Non si può leggere nel cuore/Di questo amore non parlo mai (RCA Italiana, PM 3454)
- 1968 – Gloria, ricchezza e te/Voglio restare solo (RCA Italiana, PM 3468)
- 1969 – Tu sei bella come sei/Dedicato a te (RCA Italiana, PM 3483)
- 1969 – Sto cercando/Confessione (RCA Italiana, PM 3489)
- 1970 – Mi sei entrata nel cuore/Ci crederesti se... (RCA Italiana, PM 3530)
- 1971 – Catari'/Che m'hè fatto (Storm, AR. 4044)

### Con gli Showmen 2

#### Album
- 1972 – Showmen 2 (BBB, NL.SH. 0001)

#### Singoli
- 1971 – Che succede dentro me/Che farai (Storm, AR. 4045)
- 1972 – Abbasso lo zio Tom/Amore che fu (BBB, BSB 005)

### Con i Napoli Centrale

#### Album
- 1975 – Napoli Centrale (Dischi Ricordi, SMRL 6159)
- 1976 – Mattanza (Dischi Ricordi, SMRL 6187)
- 1977 – Qualcosa ca nu' mmore (Dischi Ricordi, SMRL 6224)
- 1984 – Il passo del gigante (Tobacco Records, TBLP 6501)[29]
- 1992 – Jesceallah (Blue Angel, BAR 40592)[30]
- 1994 – 'Ngazzate nire (Blue Angel, FDM 70494)[30]
- 2001 – Zitte! Sta venenn' 'o mammone (Sony, PDG 5030512)[30]
- 2007 – Pajsà (Fox & Friends, 8016670367147)[31]
- 2016 – 'O sanghe (Ala Bianca/Warner Music, RNR 128554132-2)
- 2018 – Aspettanno ‘o tiempo (River Nile Records, RNR 128554197-1)[31]
- 2021 – James is back (River Nile Records – RNR128554328-1)[32]

#### Raccolte
- 1997 – Napoli Centrale featuring James Senese (Replay Music, RMCD 4155)

#### Singoli
- 1975 –  Campagna/Vico Primo Parise N. 8 (Dischi Ricordi, SRL 10756)
- 1976 –  Simme iute e simme venute/Chi fa l'arte e chi s'accatta (Dischi Ricordi, SRL 10806)

## Filmografia
- No grazie, il caffè mi rende nervoso, regia di Lodovico Gasparini (1982)
- Zora la vampira, regia di Manetti Bros. (2000)
- Rosa Funzeca, regia di Aurelio Grimaldi (2002)
- Radici, regia di Carlo Luglio (2011)
- Pino Daniele - Il tempo resterà (documentario), regia di Giorgio Verdelli (2017)
- Una festa esagerata, regia di Vincenzo Salemme (2018)
- James (documentario), regia di Andrea Della Monica (2020)